# Sauklingenbach (Fischach)

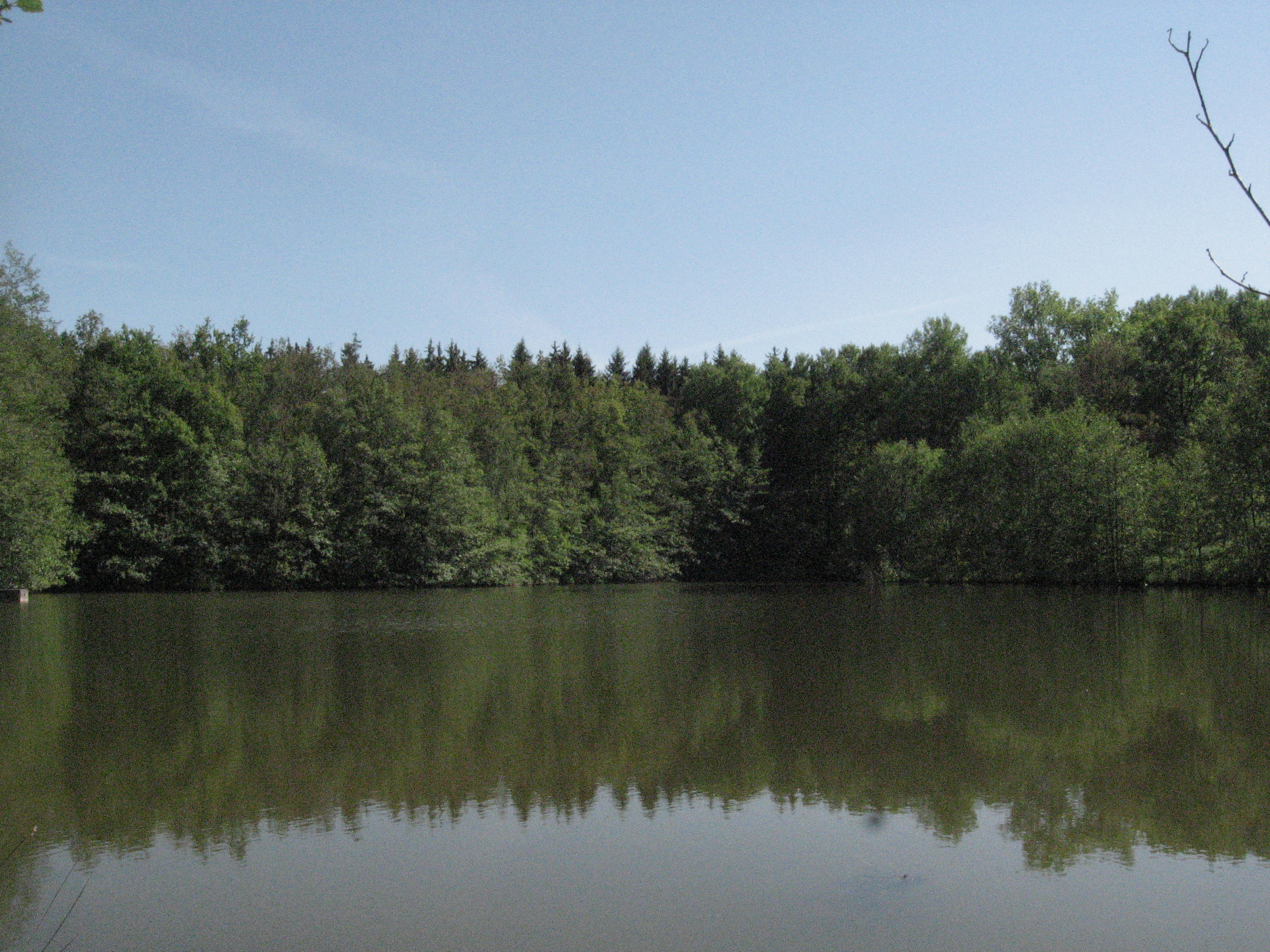
Der Bombensee im Einkornwald, vom Nordufer aus gesehen.

Der Sauklingenbach ist ein etwa 1,3 km langer Bach im Einkornwald der Stadt Schwäbisch Hall im Landkreis Schwäbisch Hall im nördlichen Baden-Württemberg, der nach Durchlaufen des sogenannten Bombensees von rechts und Westen in die oberste („Alte“) Fischach mündet.

## Geographie

### Verlauf
Der Sauklingenbach entsteht am Beginn eines Klingenrisses in lehmigen Schichten des oberen Mittelkeupers neben dem Waldweg Brunnenhaldensträßle, etwa 200 Meter nach deren östlichem Abgang von der K 2599 Hessental–Obersontheim-Herlebach an der Stelle, wo gegenüber an einem größeren Waldparkplatz zur anderen Seite hin die Kohlenstraße abzweigt. Etwa 150 Meter weiter nördlich geht von dieser Kreisstraße parallel zum Brunnenhaldensträßle ein missverständlich als Sauklingensträßle beschilderter Waldweg ab, der aber größtenteils jenseits der Wasserscheide in der benachbarten Quellklinge der Fischach selbst verläuft.
Rechts am Hang in wachsendem Abstand vom Brunnenhaldensträßle begleitet, schlängelt sich der Bach durch den größtenteils von Fichten bestandenen Teil Altspöck des Einkornwaldes nach Osten, wobei ihn vor allem vom rechten Hang einige kurze Zuläufe erreichen. Späterhin zeigen sich auch Erlen und anderer gewässertypischer Bewuchs an seinen Ufern. Nach einem Lauf von etwa einem Kilometer unterquert der Bach das inzwischen südlich laufende Sauklingensträßle, am Wegrand klingenaufwärts staut sich hier der Bach oft zu einer lehmigen Lache und nach Starkregen kann er sogar über den Weg fließen, auf dessen anderer Seite er in einen sumpfigen Einlaufbereich des örtlich so genannten Bombensees eintritt. 
Die Bezeichnung Bombensee deckt in Wirklichkeit zwei durch einen schmalen Landstreifen getrennte Seen von zusammen 1,0 ha ab, die in einer fast zehnmal so großen Lichtung aus weiten, ungemähten, hochwüchsigen Grasflächen liegen, gesäumt und gelegentlich unterbrochen von Hecken und Baumgruppen. Der bachabwärtige, etwa doppelt so große untere Teilsee ist am Ostrand mit einem Erddamm aufgestaut. Ihm fließt aus dem Tannenbühl im Süden der 0,5 km lange Tannenbach zu, der letzte und bei weitem längste der Zuläufe vom rechten Hang, der an der Kreuzung von Brunnenhaldensträßle und Sauklingensträßle den See erreicht.
Unterhalb des betonierten Seeauslasses, über den ein Steg auf dem Dammpfad sich spannt, läuft der Sauklingenbach noch knapp hundert Meter ostwärts in einem flachen, geraden Graben durch lockeren Bruchwald, dann fließt er nach insgesamt 1,3 km von rechts in die von Nordwesten kommende oberste oder „Alte“ Fischach, die selbst hier erst etwa 1,7 km lang ist.

### Einzugsgebiet
Das etwa 0,7 km² große Einzugsgebiet liegt naturräumlich gesehen im nördlichsten Teil des Unterraums Limpurger Berge (Nr. 108.60) der Schwäbisch-Fränkischen Waldberge (Nr. 108). Sein höchster Teil an der Westseite auf der schmalen Hochfläche der Limpurger Berge erreicht Höhen bis etwa 495 m ü. NHN.
Die Wasserscheide an dieser Seite ist auch die hydrologisch bedeutendste, denn das außen anliegende Gebiet entwässert steil abwärts zum Remsbach, einen nicht sehr langen direkten Zufluss des Kochers, während das Wasser der beiden Konkurrenten Konkurrenten – des Quelllaufs der Fischach selbst jenseits der nördlichen und des ihr etwas weiter abwärts zufließende Lembachs jenseits der südlichen Wasserscheide – erst in langem Umweg über die Fluss in den Kocher gelangt.
Das ganze Gebiet liegt mitten im Einkornwald auf dem Gebiet der Stadt Schwäbisch Hall. Es umfasst im Bereich der genannten Seen auch einen Großteil der diese umgebenden Lichtung. Besiedlung gibt es nirgendwo.

### Seen und Zuflüsse
- Durchfließt den Bombensee, zwei Teile, zusammen 1,0 ha.[LUBW 4]
- Tannenbach, von rechts auf über 435 m ü. NHN[LUBW 1] im unteren der Seen, 0,5 km.[LUBW 2] Entsteht im Tannenbühl auf unter 455 m ü. NHN.[LUBW 1]

## Geologie
Im Einzugsgebiet, das innen am Nordrand des Keuperberglandes liegt, stehen überall Mittelkeuperschichten an. Der Bachlauf beginnt in einer regionaltypischen kleinen Lehmklinge im Grenzbereich zwischen dem Kieselsandstein (Hassberge-Formation) der Hochfläche und den darunterliegenden Unteren Bunten Mergeln (Steigerwald-Formation). Danach durchquert er ein vergleichsweise breites Schilfsandstein-Band (Stuttgart-Formation). Der übrige Lauf bis zur Mündung liegt im Gipskeuper (Grabfeld-Formation). Der Bachlauf folgt recht genau einer von Westen nach Osten ziehenden Störung mit der tieferen Scholle im Süden, die bis zum Beginn des Gipskeupers nachgewiesen ist.

## Natur und Geschichte
Wie auch beim Namensquellast der Fischach, deren rechter Quellast der Sauklingenbach ist, gehören die das Einzugsgebiet bedeckenden Wälder fast ganz zum Bannwald Altspöck im Forstbezirk Vellberg, seine Randgebiete zum Schonwald Einkorn.
Bis in die 1970er Jahre hinein waren weite Teile des Waldes eingezäunt und Schilder warnten vor dem Betreten, weil hier vor und während des Zweiten Weltkrieges vom Militär Bombenabwürfe geübt wurden und deshalb mit verstreuten Blindgängern im Gelände gerechnet werden musste. Aus dem Bombenabwurfplatz genannten Zielgebiet ist die Lichtung um die beiden Seen hervorgegangen, die heute ein geschütztes Biotop ist und zumindest in Teilen nicht mehr betreten werden darf. Kein Verbotsschild steht am Zugang zum Seedamm; von seinem nördlichen Teil aus hat man einen guten Blick über den erlengesäumten unteren See, über dessen Uferbereich sommers Libellen stehen. Geschütztes Biotop ist auch die Quelle und der naturbelassene Lauf des im unteren Bombensee zumündenden Tannenbachs.

## Freizeit
Wenig jenseits folgt der westlichen Wasserscheide der Weitwanderweg Main-Neckar-Rhein-Weg (Hauptwanderweg 3, Symbol Grüner Baum) des Schwäbischen Albvereins auf seinem Abschnitt vom Einkorn nach Hirschfelden. Beim Wanderparkplatz am Beginn der unbefahrenen Kohlenstraße zweigt von diesem nach Osten ein mit rotem Kreuz markierter Weg ab, der am unteren rechten Hang der Sauklinge und danach etwas südlich am Hehlberg vorbei bis nach Dörrenzimmern und Vellberg läuft.

### LUBW
Amtliche Online-Gewässerkarte mit passendem Ausschnitt und den hier benutzten Layern: Lauf und Einzugsgebiet des Sauklingenbachs

Allgemeiner Einstieg ohne Voreinstellungen und Layer: Daten- und Kartendienst der Landesanstalt für Umwelt Baden-Württemberg (LUBW) (Hinweise)
1. 1 2 3 4 5  Höhe nach dem Höhenlinienbild auf dem Hintergrundlayer Topographische Karte.
2. 1 2 3 4  Länge nach dem Layer Gewässernetz (AWGN).
3. ↑  Einzugsgebiet abgemessen auf dem Hintergrundlayer Topographische Karte.
4. 1 2  Seefläche nach dem Layer Stehende Gewässer.
5. ↑  Waldschutzstatus nach dem Layer Waldschutzgebiete des Online-Kartenservers der LUBW.
6. ↑  Erhebungsbögen über die teils auch Gebiete außerhalb des Sauklingenbach-Einzugsgebietes mit umfassenden geschützten Biotope am Sauklingenbach nach dem Layer Biotope nach Naturschutzgesetz und Landeswaldgesetz des Online-Kartenservers der LUBW wurden im Abschnitt → Weblinks direkt verlinkt.

### Andere Belege
1. ↑  Auf Karten auch als Altes Speck bezeichnet
2. ↑  Wolf-Dieter Sick: Geographische Landesaufnahme: Die naturräumlichen Einheiten auf Blatt 162 Rothenburg o. d. Tauber. Bundesanstalt für Landeskunde, Bad Godesberg 1962. → Online-Karte (PDF; 4,7 MB)
3. ↑  Geologie nach der unter → Literatur aufgeführten geologischen Karte, die fast das ganze Einzugsgebiet erfasst. Einen gröberen Überblick verschafft auch: Mapserver des Landesamtes für Geologie, Rohstoffe und Bergbau (LGRB) (Hinweise)
4. ↑  Eigene Beobachtung bei Besuch im Sommer 2012 oder 2013.